# Isanthrene minor
Isanthrene minor là một loài bướm đêm thuộc phân họ Arctiinae, họ Erebidae.